# 烏魯斯馬爾坦區

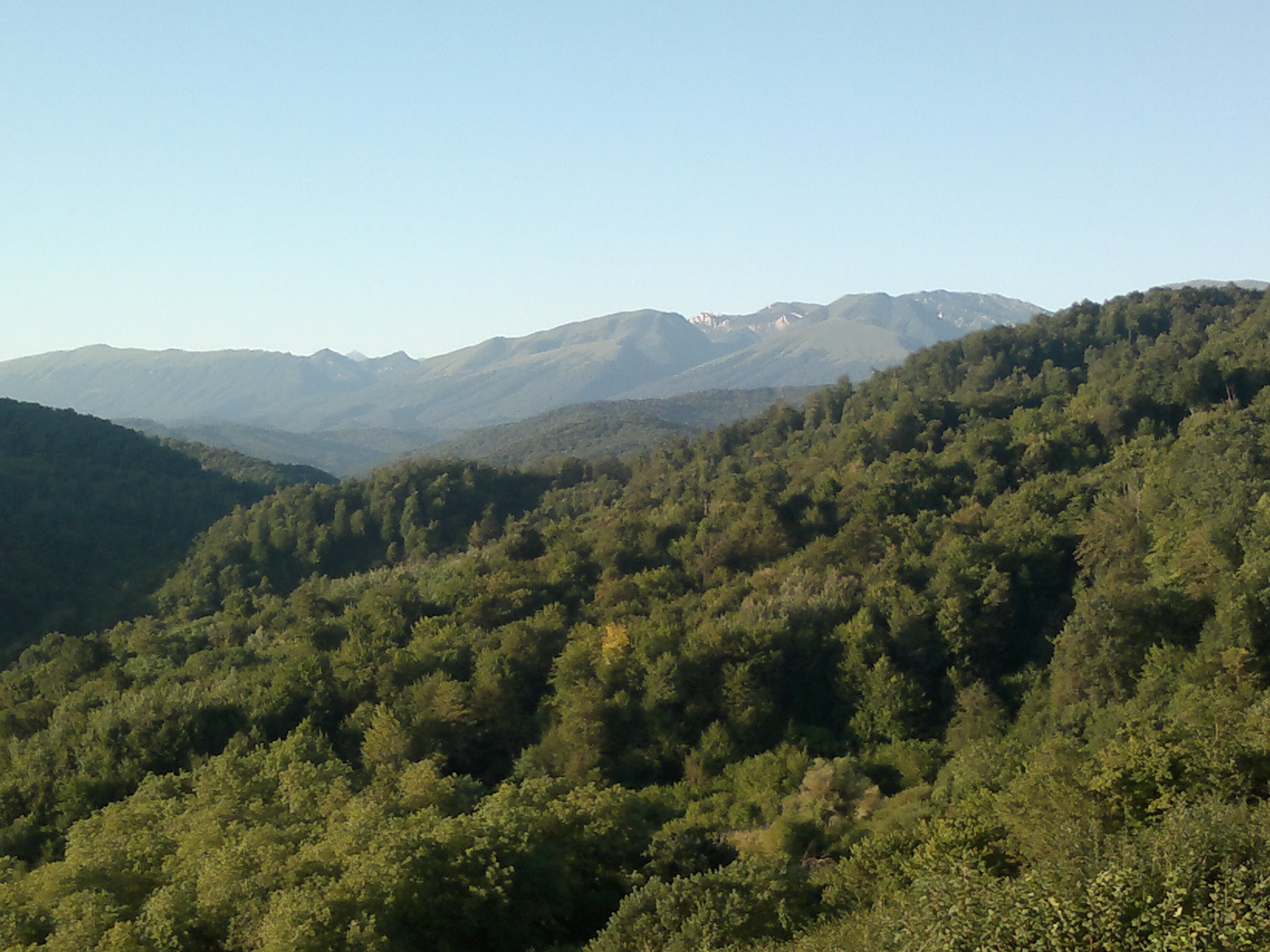

43°07′N 45°32′E / 43.117°N 45.533°E
烏魯斯馬爾坦區（俄语：Урус-Мартановский район），是俄羅斯的一個區，位於該國西南部，由車臣共和國負責管轄，面積650平方公里，2010年人口120,585，人口密度每平方公里185.52人。